# Artiom (miasto)
Artiom (ros. Артём) – miasto w azjatyckiej części Rosji (Kraj Nadmorski), położone w odległości 43 km od Władywostoku.

## Dane ogólne
- Powierzchnia: 506 km²
- Liczba ludności: 105 675 (2020)
- Położenie geograficzne: 43°21′N 132°11′E

## Gospodarka
W mieście rozwinął się przemysł materiałów budowlanych, meblarski, porcelanowy oraz spożywczy. W Artiom znajduje się wytwórnia pianin.

## Historia
Osada założona w 1924 roku. Prawa miejskie otrzymał Artiom w 1938 roku.
W 2004 roku do obszaru miasta włączono zlikwidowane osiedla typu miejskiego Artiomowskij, Zawodskoj i Ugłowoje. W wyniku tej decyzji populacja miasta wzrosła z 64 tysięcy do ponad 102 tysięcy.